# 茲比蘭卡
49°54′2″N 24°0′53″E / 49.90056°N 24.01472°E
茲比蘭卡（烏克蘭語：Збиранка），是烏克蘭西部的村莊，隸屬利維夫州的利維夫區。該村面積5.7平方公里，2023年人口149，人口密度每平方公里38.94人。